# Leon Fertig
Leon Fertig (* 4. Juni 2001 in Darmstadt) ist ein deutscher Basketballspieler.

## Laufbahn
Fertig wuchs in Langen auf. Er spielte als Jugendlicher beim TV Langen sowie beim BC Darmstadt und wurde am Basketball Teilzeit-Internat Langen gefördert. 2016 wechselte er zum TSV Quakenbrück und spielte für die Vechtaer-Quakenbrücker Spielgemeinschaft in der Jugend-Basketball-Bundesliga (JBBL) und dann in der Nachwuchs-Basketball-Bundesliga (NBBL). Anschließend war er in der Saison 2018/19 Mitglied der U18 des SV Dreieichenhain.
In der Saison 2019/20 bestritt er neun Spiele für den VfL Bensheim in der 2. Regionalliga und gehörte gleichzeitig in der Jugendspielklasse NBBL zur vom Verein SG Weiterstadt betriebenen Mannschaft Team Südhessen. Ebenfalls in der 2. Regionalliga lief Fertig im Spieljahr 2020/21 in zwei Begegnungen für die Mannschaft der SG Weiterstadt auf, bis die Saison im Herbst 2020 aufgrund der COVID-19-Pandemie abgebrochen wurde. Ab Januar 2021 stand er im Aufgebot des Drittligisten White Wings Hanau und kam bis zum Saisonende 2020/21 in drei Ligaspielen zum Einsatz.
Im August 2021 wurde Fertig vom Zweitligaaufsteiger Itzehoe Eagles verpflichtet. Er wurde Leistungsträger in der zweiten Itzehoer Herrenmannschaft (2. Regionalliga) und erhielt von Trainer Pat Elzie im Oktober 2021 seine ersten Einsatzminuten in Itzehoes Profimannschaft in der 2. Bundesliga ProA. Ende Januar 2022 verließ er Itzehoe und wandte sich mit seinem Wechsel zur Mannschaft Team Düsseldorf der Spielart 3-gegen-3 zu. Ende Oktober 2022 bestritt Fertig sein erstes Spiel für den Regionalligaverein TuS 1859 Hamm. Im Juni 2023 wurde Fertig deutscher Meister im 3-gegen-3.
Im Sommer 2023 wechselte er zum Regionalligisten MTV/BG Wolfenbüttel. In acht Spielen für die Niedersachsen kam er auf 13 Punkte im Schnitt. Zu Jahresbeginn 2024 schloss sich Fertig dem TV Langen (Regionalliga) an. Im August 2024 wurde Fertig deutscher Meister im 3-gegen-3 und im September desselben Jahres U23-Weltmeister. In der Saison 2024/25 gewann er mit Langen die Meisterschaft in der 1. Regionalliga Südwest.